# Majken Cullborg
Majken Amanda Sofia Cullborg, född 11 juni 1920 i Göteborg, död 18 oktober 2006 i Halmstad, var en svensk författare, manusförfattare och översättare. Hon var dotter till lantbrukaren Eric Cullborg och Julia Jönsson samt syster till författaren Gunnel Jacobsson.
Majken Cullborg gjorde författardebut med boken Barbacka 1945 vilken senare utkom i nya upplagor. Hennes roman För min heta ungdoms skull publicerades först i Vecko-Revyn och sedan i bokform och blev film 1952.
Som översättare ägnade hon sig huvudsakligen åt underhållningslitteratur åt förlag som B. Wahlströms förlag, Bra böcker och Williams förlag.
Majken Cullborg var 1949–1954 gift med Bo Ruben Malmborg (1927–1994) och 1954–1960 med skådespelaren Erik Hell (1911–1973). Hon hade sönerna Leo Cullborg (född 1946), regissör och skådespelare, med skådespelaren Edvin Adolphson (1893–1979), och Johan Malmborg (född 1950) i äktenskapet med Malmborg.

## Filmmanus
Enligt Svensk Filmdatabas:
- 1946 – Barbacka
- 1952 – För min heta ungdoms skull